# ヴィーナスとアドニス (ティツィアーノ、プラド美術館)
『ヴィーナスとアドニス』（伊: Venere e Adone, 英: Venus y Adonis, 英: Venus and Adonis）は、イタリアのルネサンス期のヴェネツィア派の巨匠ティツィアーノ・ヴェチェッリオが1554年に制作した絵画である。油彩。ギリシア神話の愛と美の女神アプロディテ（ローマ神話のヴィーナス）とアドニスの物語を主題としている。ティツィアーノおよび工房がほぼ同一の構図を用いて非常に多くのバージョンを制作した『ヴィーナスとアドニス』の作品群の1つ。本作品はその中でも最も有名な作品で、スペイン国王フェリペ2世のために制作された、オウィディウスの『変身物語』に基づく神話画連作《ポエジア》の1点である。以前の構図を踏襲しているが、他のバージョンよりもはるかに優れた完成度で仕上げられている。現在はマドリードのプラド美術館に所蔵されている。

## 主題
オウィディウスによると、アドニスはキプロス島の都市パフォスの王キニュラスとその娘ミュラの近親相姦の子として生まれた。一説によるとアドニスの母はアプロディテを崇拝しなかったために、この禁断の恋に襲われたという。ミュラは正体を隠して父親と関係を持ち、子を身ごもったが、正体が明らかになると逃亡し、神に自身の姿を変えてくれるよう願った。すると彼女は没薬の木に変身した。その後、没薬の木の幹が割れ、その中から美しい赤子が生まれた。この赤子は美しく成長し、アプロディテはアドニスを愛するあまり、彼のそばから離れようとしなかったが、アドニスは女神が留守の間に狩りでイノシシの突進を受けて命を落とした。このとき流れたアドニスの血からアネモネの花が生まれた。

## 制作経緯

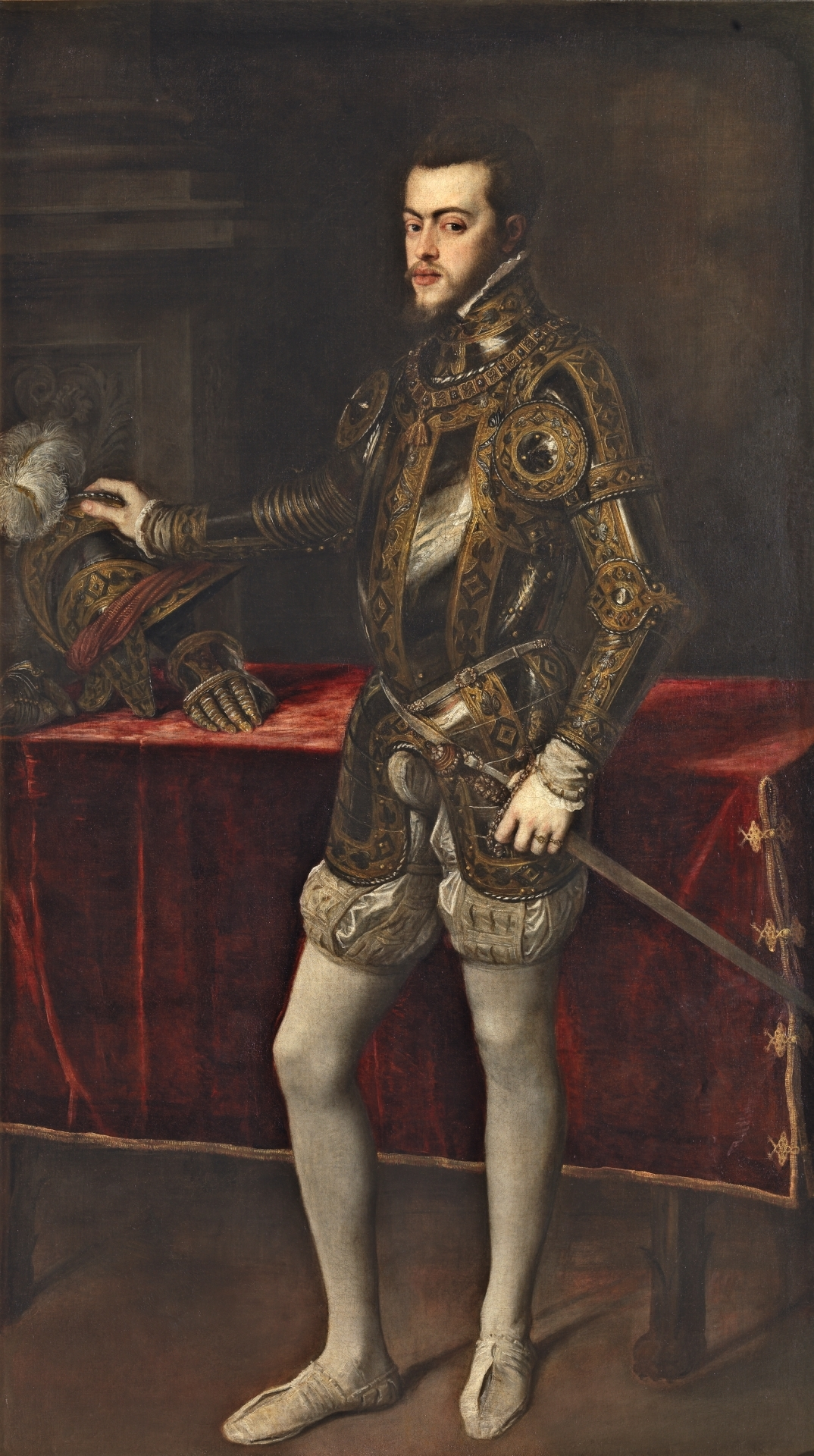
同時期に描かれた『鎧を着たフェリペ2世の肖像』。プラド美術館所蔵。

ティツィアーノは1520年代の終わりに最初の『ヴィーナスとアドニス』を制作した。この作品は失われたものの、模写のおかげで現在も知られている。ティツィアーノは20年後、様々なバージョンで再び同主題を取り上げた。そのうちの1つはプラド美術館所蔵の作品の出発点となった。プラド美術館のバージョンは神話画連作《ポエジア》の1点として制作された。《ポエジア》は1553年から1562年にかけて制作され、本作品のほかに『ダナエ』（Danae）、『ディアナとアクタイオン』（Diana e Atteone）、『ディアナとカリスト』（Diana e Callisto）、『ペルセウスとアンドロメダ』（Perseo e Andromeda）、『エウロペの略奪』（Ratto di Europa）で構成された。
この《ポエジア》の制作はおそらくティツィアーノがアウグスブルクの宮廷に招聘された1551年に、ティツィアーノとフェリペ2世の間で合意されたと考えられている。《ポエジア》という語は、1553年3月23日にティツィアーノがフェリペ2世に宛てた手紙に最初に登場する。ティツィアーノはこの手紙とともに自画像を送り、《ポエジア》に取り組んでいることを示唆している。ティツィアーノは頻繁に後援者に作品を贈呈したが、これほど大規模な連作の制作に率先して取り組んだことはなく、フェリペ2世から主題の選択とその扱いを一任させていた可能性がある。
『ヴィーナスとアドニス』は《ポエジア》連作の最初の作品として『ダナエ』とともに制作され、それぞれ1553年と1554年後半に発送された。これらはいずれもティツィアーノがローマのファルネーゼ家のために過去10年の間にすでに幾度となく描いた同一の構成の繰り返しであった。完成した絵画は1554年にフェリペ2世がイングランド女王メアリー1世と結婚したイングランドに送られた。ティツィアーノは『ヴィーナスとアドニス』に添えられたフェリペ2世宛ての手紙の中で、ティツィアーノは対となる対照的なポーズの作品を提供したことを記した。
なお、『ヴィーナスとアドニス』の多くのバージョンは、1447年に枢機卿アレッサンドロ・ファルネーゼの発注で制作されたバージョンのタイプと、プラド美術館のバージョンのタイプの2つの系統に分類されている。

## 作品

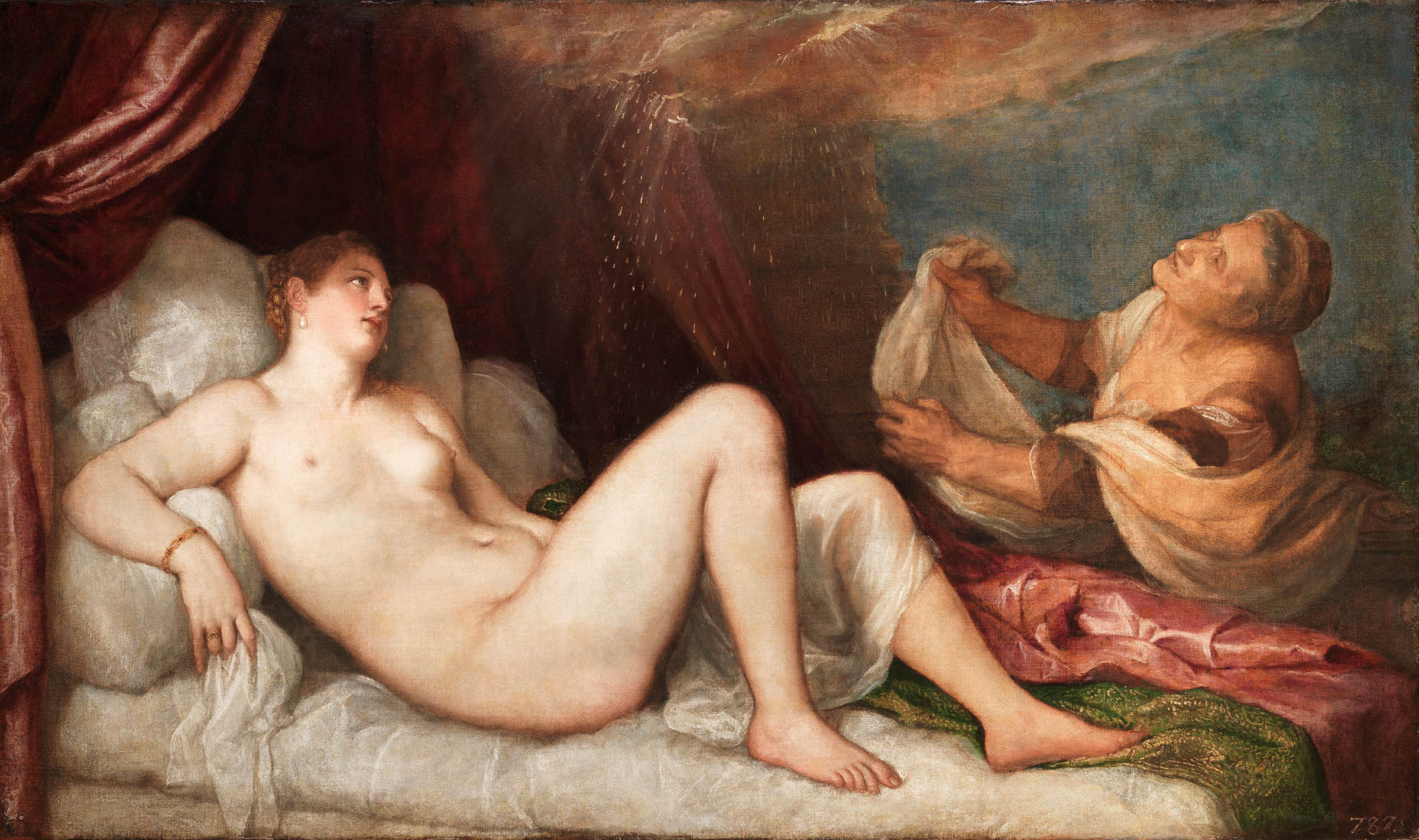
アプスリー・ハウス所蔵の『ダナエ』。《ポエジア》の1点であったと考えられている。後代の模写により画面上部が切断されていることが判明している。

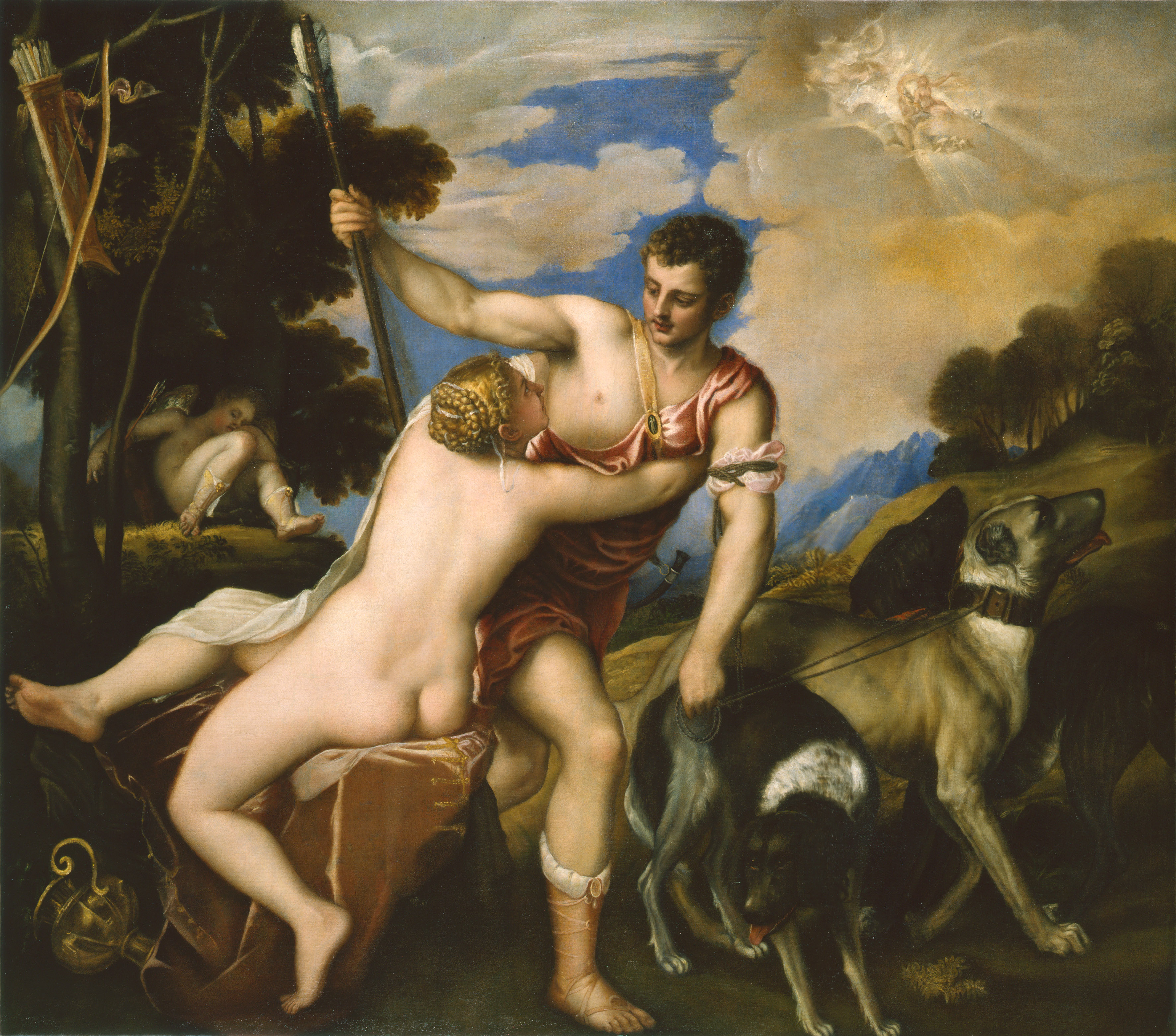
モスクワの個人コレクションに所蔵されているバージョン。

ティツィアーノはヴィーナスが若い恋人アドニスの死を予感し、狩りに出かけるアドニスを抱き締めながら必死に止めようとする様子を描いている。しかしアドニスはヴィーナスの制止を聞かず、女神の手を振りほどいて行こうとしている。アドニスは右手に羽根のある狩猟槍を持ち、左手には腕に巻きつけた3頭の猟犬のリードを握っている。またベルトで腰のあたりに角笛を吊り下げている。キューピッドは画面左の木の下で眠っている。キューピッドの弓と矢筒は木の枝に掛けられている。画面右上の空では異時同図法的に描かれた物語後半のヴィーナスか、あるいは夜明けを表す太陽神アポロンの姿が見える。ヴィーナスが座っている岩は金糸が編み込まれた縁とボタンが付いた豪華なテーブルクロスで覆われている。
ヴィーナスのポーズはアドニスを留め置こうとする女神の努力と官能的な抱擁とを融合させている。ティツィアーノは鑑賞者に女神の背中と臀部を見せることで、アプスリー・ハウス所蔵の『ダナエ』（Danae）と『ヴィーナスとアドニス』を組み合わせて、絵画が彫刻と同じように様々な視点を表現できることを提示している。

### 文献的源泉
ティツィアーノが描写したシーンはオウィディウスに確認することができないため、1584年にラファエロ・ボルギーニによって原典からの逸脱を非難された。そこで現代の研究者はティツィアーノのインスピレーションの源泉となった文学資料を探すことを試みた。これによっていくつかの候補が見出されることとなった。
たとえば、ペドロ・マルティネス・ベロッキ（Beroqui Martínez, Pedro）は、ティツィアーノがちょうど本作品の制作に取り組んでいた1553年にヴェネツィアで出版されたスペインの詩人・外交官ディエゴ・ウルタード・デ・メンドーサの『アドニス、ヒッポメネス、アタランテの寓話』（Fábula de Adonis, Hipómenes y Atalanta）を指摘した。当時メンドーサはスペイン大使としてヴェネツィアに滞在しており、ティツィアーノとも親密な関係を結んでいた。最近では、日本の美術史家の細野喜代が、ヴェネツィアの人文主義者・絵画理論家ロドヴィーコ・ドルチェの2つの作品、矢を持ったアドニスがヴィーナスのそばから立ち上がる『アドニスの寓話』（ Favola d´Adone, 1545年）や、ヴィーナスがアドニスにするようにディドがアイネイアスを抱きしめようとする『ディド』（Didone, 1547年）を候補として挙げた。
しかし、ティツィアーノの最初の制作が1520年代に遡ることから、むしろメンドーサもドルチェも、ティツィアーノからインスピレーションを受けたのではないかと考えられる。ドルチェは『アレティーノ』（L'Aretino）で、絵画作品は出典に依存する必要はないことを認めており、さらに絵画や彫刻を熟考することは作家に霊感を与える可能性があると述べている。

### 絵画技術
赤外線リフレクトグラフィーによる科学的調査は、本作品がモスクワの個人コレクションのバージョン（1542年-1546年頃）を直接の出発点としていることを明らかにした。1組の男女をはじめ構図の主要な要素はモスクワのバージョンと正確に一致しており、トレースによって写し取られたものであることが分かる。ティツィアーノはこれにいくつかの小さな変更と調整を加えることでプラド美術館のバージョンを作り上げた。X線撮影では、制作過程でアドニスの狩猟槍の位置を変更していることが明らかになったほか、ヴィーナスの横顔とアドニスの胴体に加えられた変更はペンティメントとして確認できる。
これは、ティツィアーノが『ヴィーナスとアドニス』を非常に薄い絵具で制作したためで、空の一部で確認できるように、その塗装を通してティツィアーノが制作過程で放棄した以前の準備段階が見えることがある。この効果は同じくプラド美術館所蔵の同時代の作品『ラ・グロリア』（La Gloria）で顕著であり、ティツィアーノはこの様式を後の《ポエジア》でさらに発展させ、イザベラ・スチュワート・ガードナー美術館所蔵の『エウロペの略奪』で最高潮に達した。

## 来歴
絵画は他の《ポエジア》とともにマドリードのアルカサルに置かれ、17世紀にはそこに展示されていたことが記録されている。おそらくこれが原因で、1598年のフェリペ2世の死に際して作成された宮殿の未完成の目録で省略された。もっとも、《ポエジア》がアルカサルに移された正確な時期は不明である。アルカサル内の絵画に関する最古の言及は1567年の不完全な記録に遡るが、《ポエジア》については言及されていない。1623年以降、《ポエジア》は新しい夏のアパートメントであるクアルト・バホ・デ・ヴェラーノ（Cuarto bajo de verano）に掛けられており、1626年にカッシアーノ・ダル・ポッツォが目にしている。この時には『ペルセウスとアンドロメダ』は王室コレクションから離れており、カッシアーノは残りの連作が保管庫の3つの異なるエリアに展示されていたと報告している。『ダナエ』および『ヴィーナスとアドニス』はティツィアーノの構想から外れ、並べて展示されていなかった。絵画は18世紀初頭にパルド王宮に移され、1701年と1747年に記録された。さらに新王宮で1747年と1772年に記録された。1794年にはカーサ・デ・レベク（Casa de Rebeque）、1827年には王立サン・フェルナンド美術アカデミーで記録されている。

## ギャラリー
その他の《ポエジア》連作

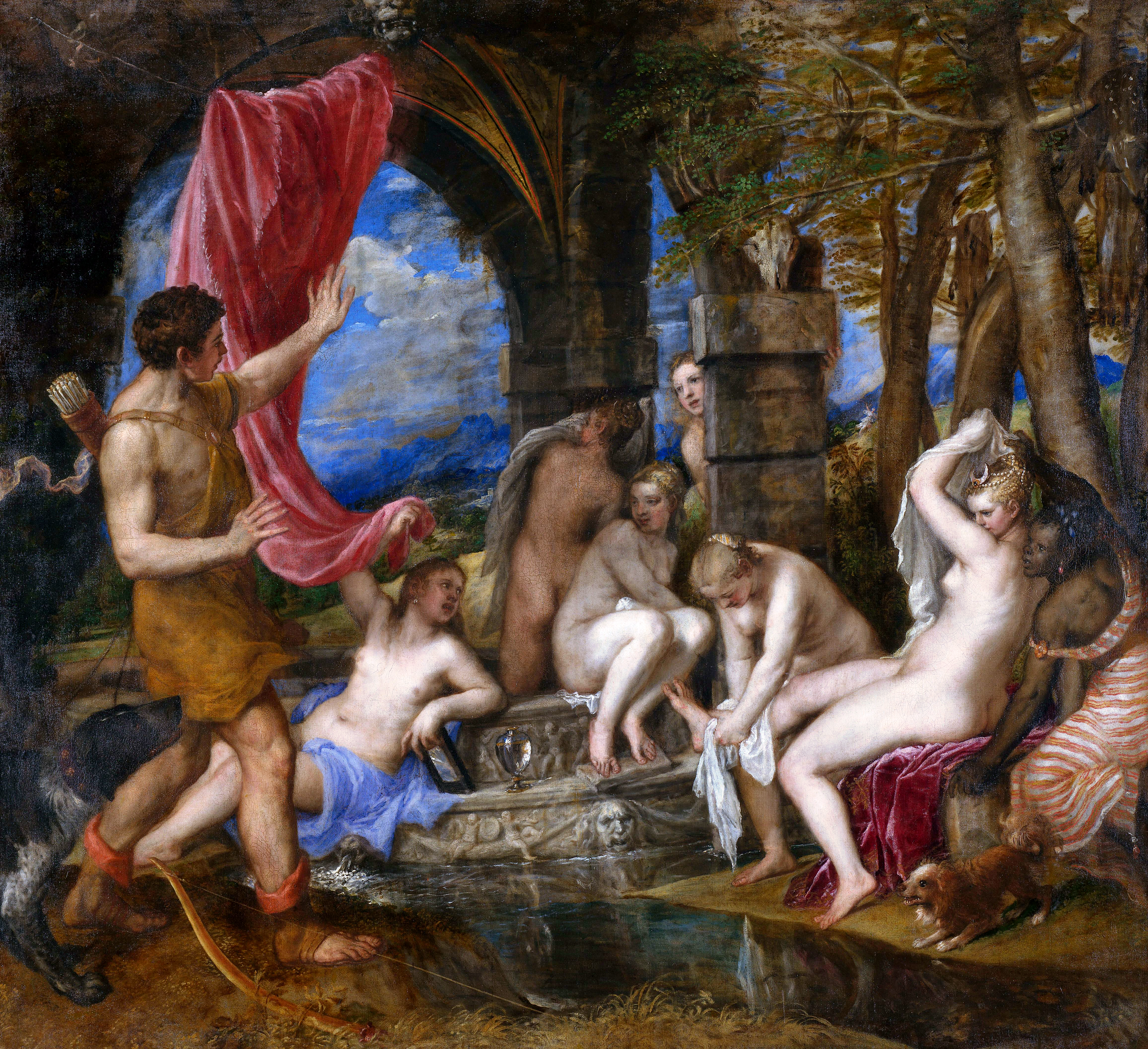
『ディアナとアクタイオン』ロンドン・ナショナル・ギャラリー・スコットランド国立美術館所蔵
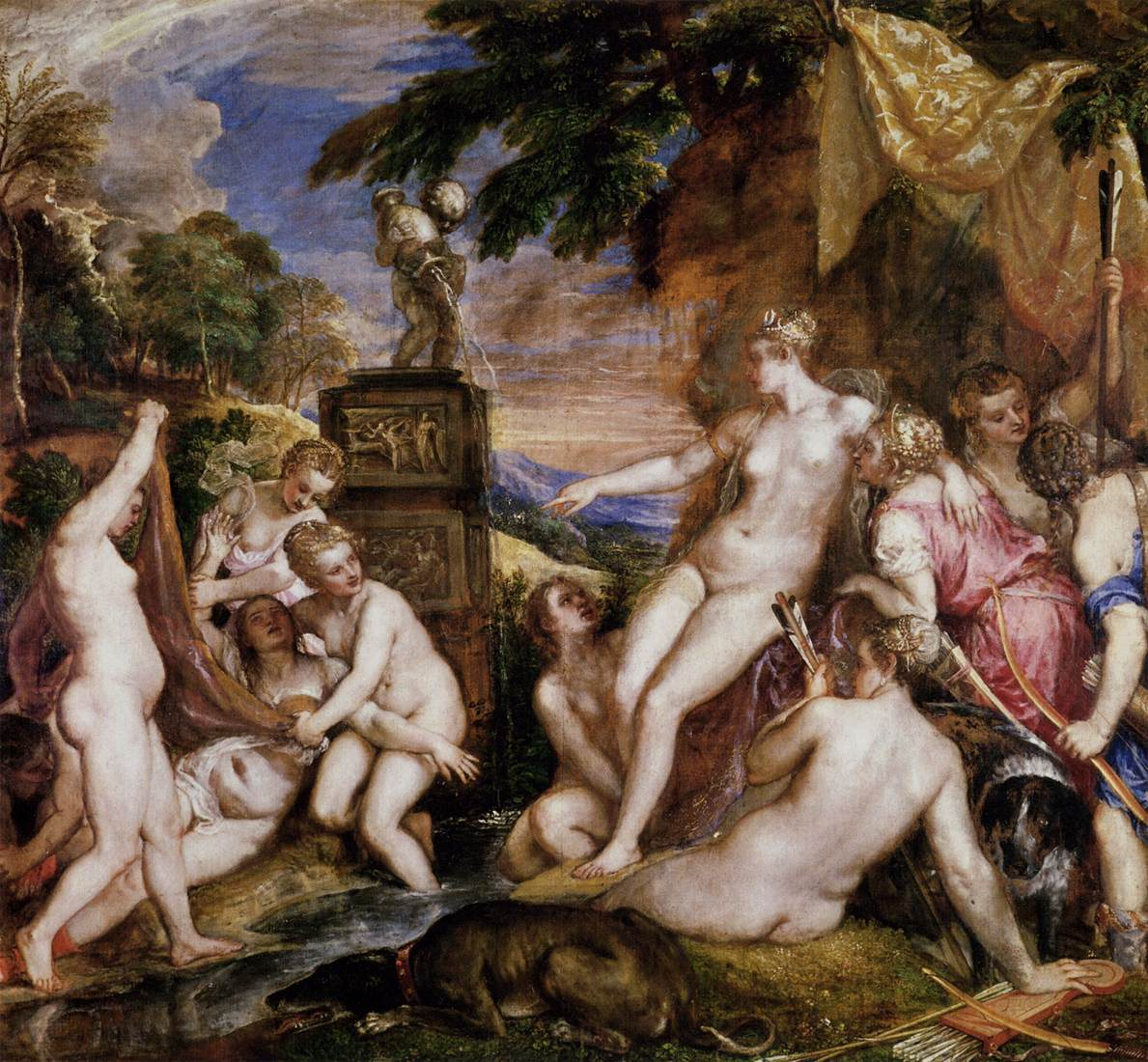
『ディアナとカリスト』ロンドン・ナショナル・ギャラリー・スコットランド国立美術館所蔵
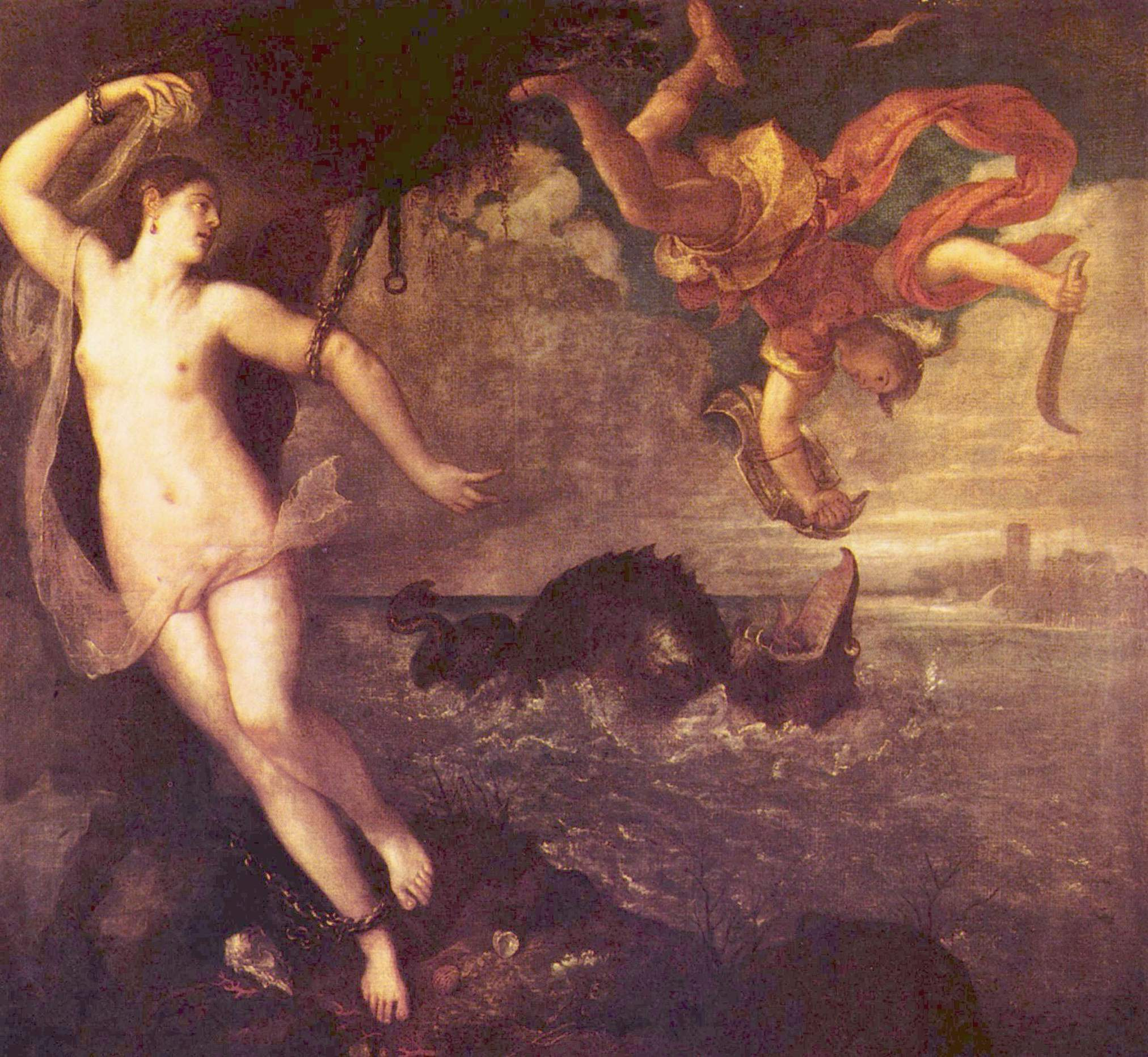
『ペルセウスとアンドロメダ』ウォレス・コレクション所蔵
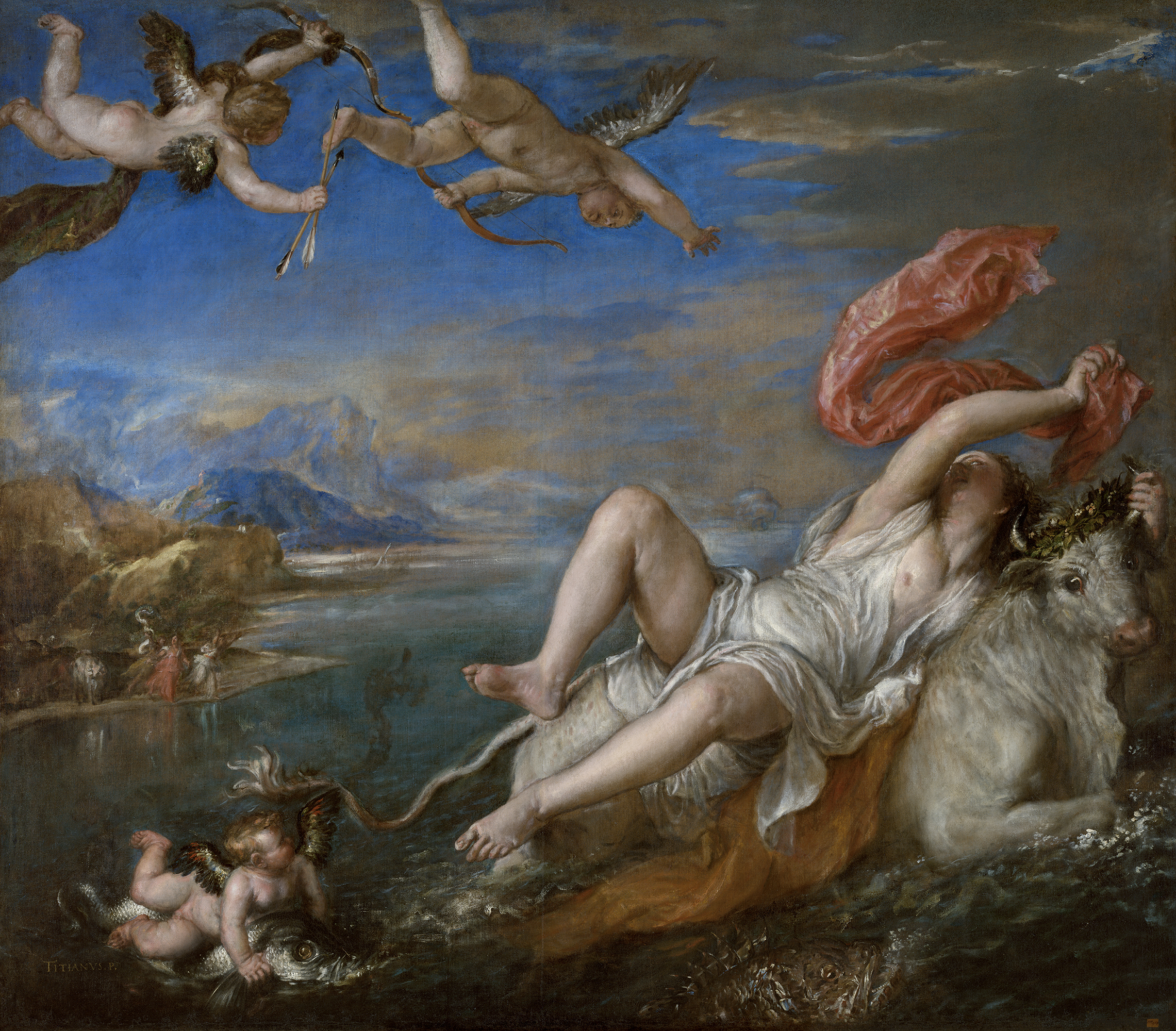
『エウロペの略奪』イザベラ・スチュワート・ガードナー美術館所蔵
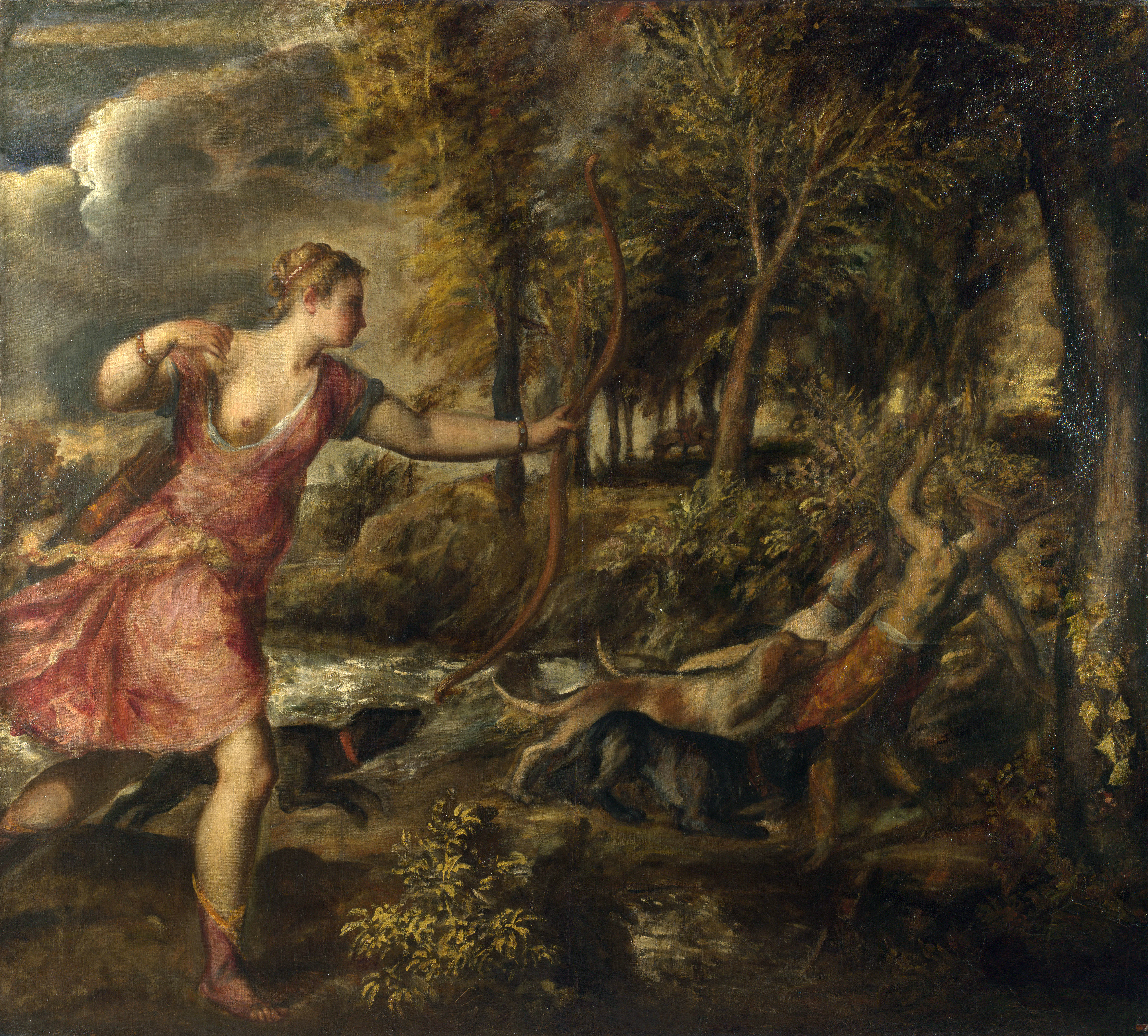
『アクタイオンの死』ロンドン・ナショナル・ギャラリー所蔵

その他のバージョン

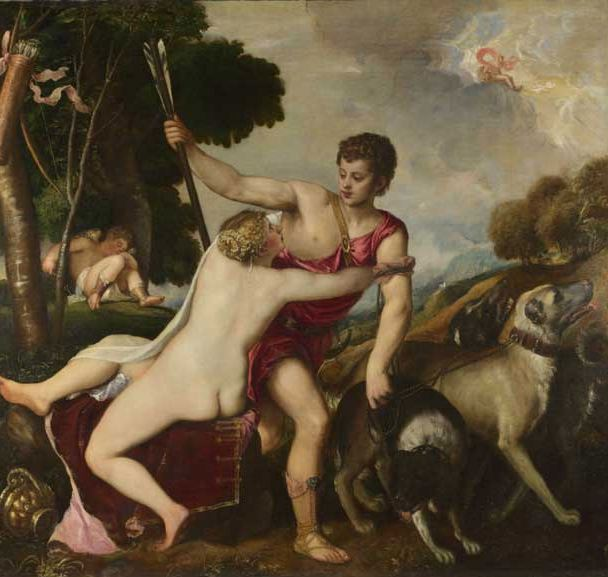
工房の複製『ヴィーナスとアドニス』1555年 ロンドン・ナショナル・ギャラリー所蔵
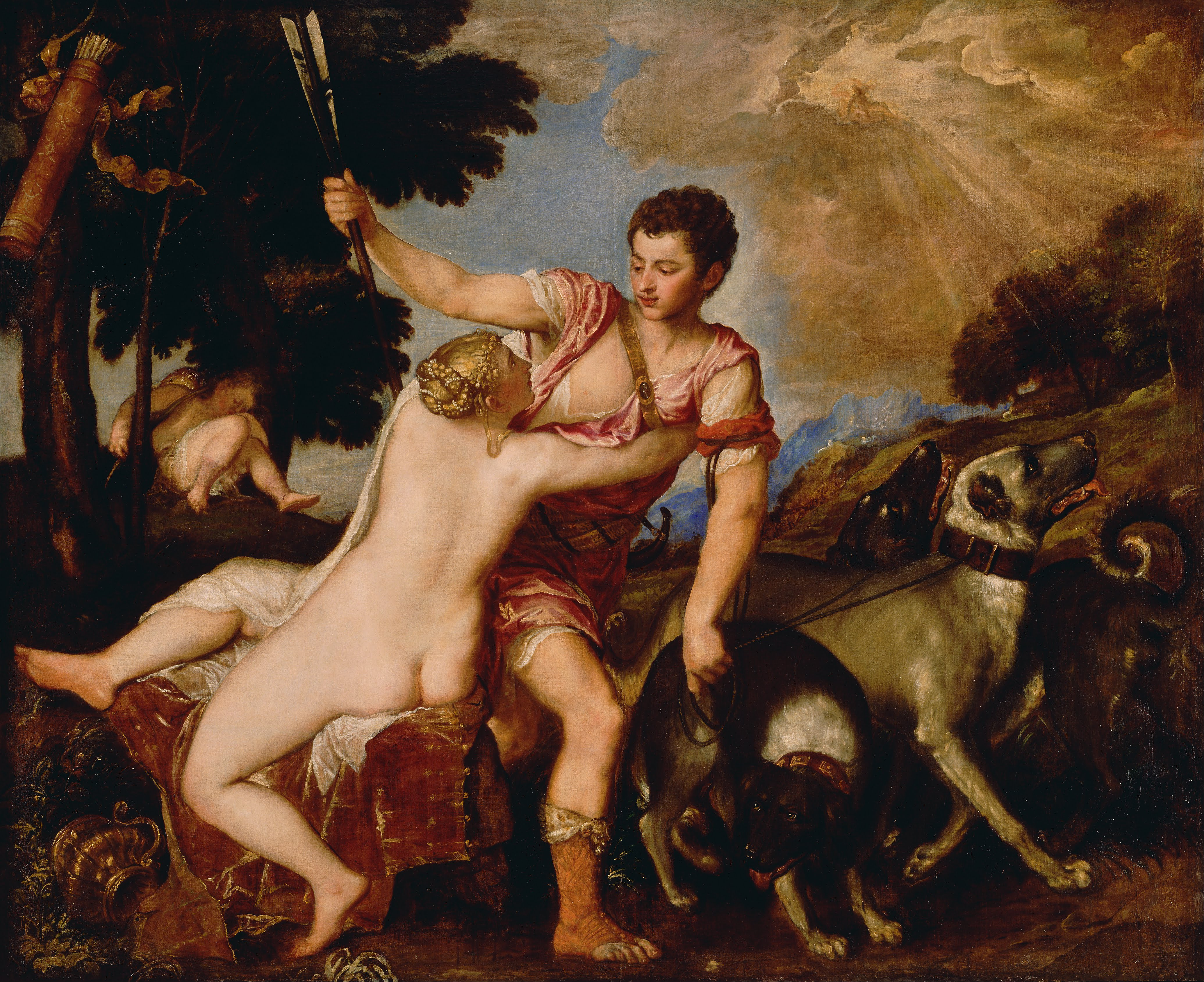
ティツィアーノと工房『ヴィーナスとアドニス』1555年-1560年 J・ポール・ゲティ美術館所蔵
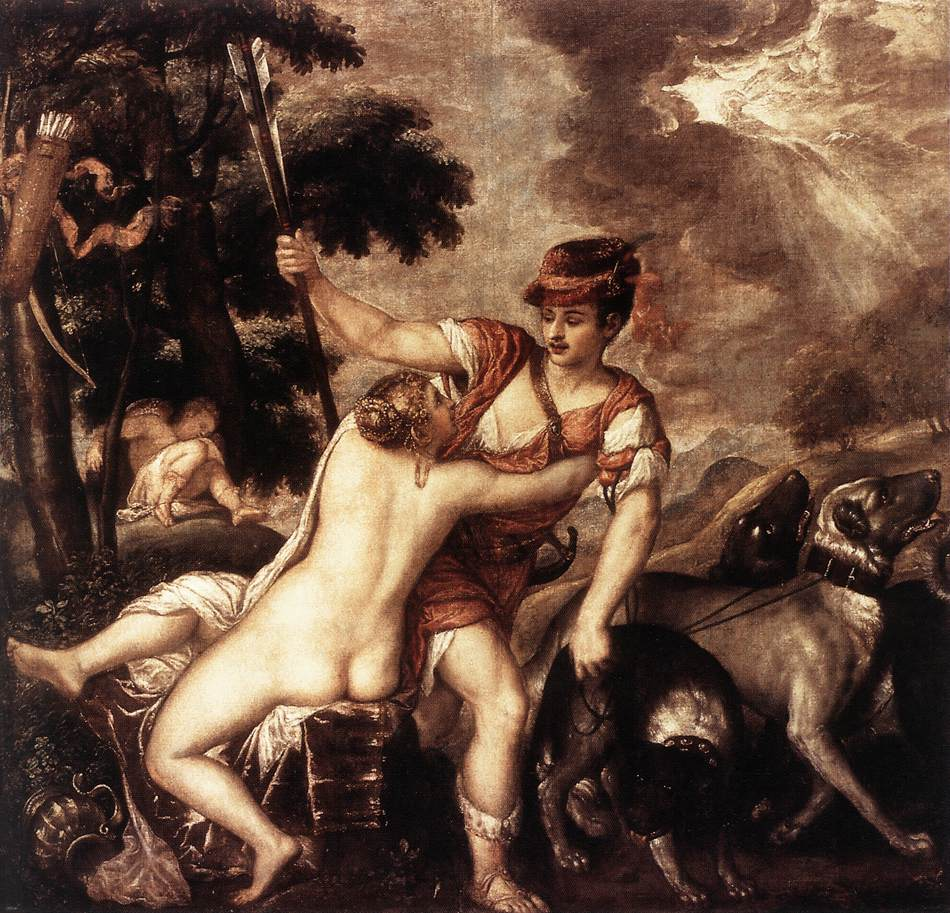
『ヴィーナスとアドニス』1555年頃 国立古典絵画館（英語版）所蔵
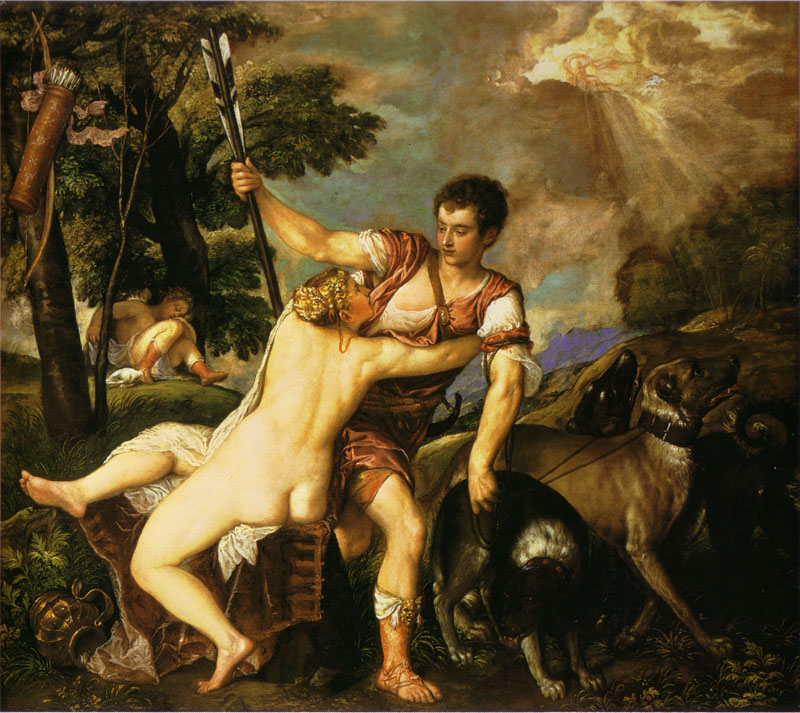
『ヴィーナスとアドニス』1560年頃 アシュモレアン博物館所蔵
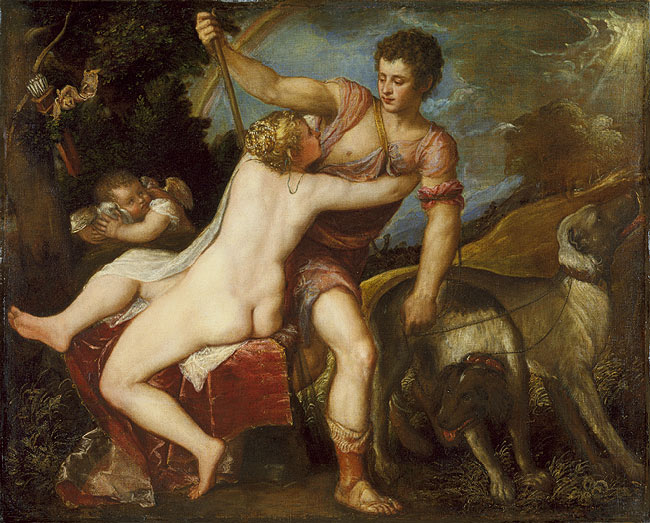
ティツィアーノ『ヴィーナスとアドニス』1560年頃 メトロポリタン美術館所蔵
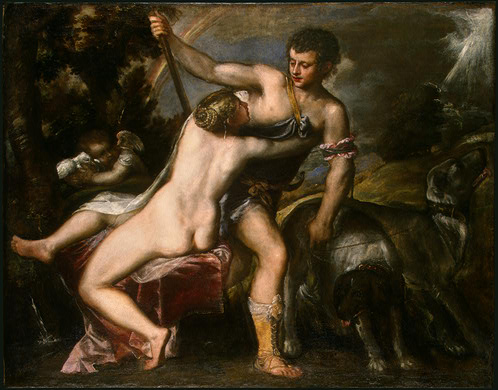
ティツィアーノと工房『ヴィーナスとアドニス』1560年頃 ナショナル・ギャラリー・オブ・アート所蔵